# Benthophilus
Benthophilus là một chi của Họ Cá bống trắng

## Các loài
Chi này hiện hành có các loài sau đây được ghi nhận:

- Benthophilus abdurahmanovi Ragimov, 1978 (Abdurahmanov's pugolovka)
- Benthophilus baeri Kessler, 1877: Chúng phân bố trải rộng ở phía nam và trung biển Caspi, đến phía nam Lankaran.[3] Loài này cũng được tìm thấy gần đảo Chechen, quần đảo Tyuleniy (Kazakhstan) và ở phía bắc Bakhtemirovskaya Borozdina. Loài sinh sống ở độ sâu 15 đến 81 mét (49 đến 266 ft). Con đực có chiều dài 8 xentimét (3,1 in) và con cái có chiều dài 6 xentimét (2,4 in) TL.[4]
- Benthophilus casachicus Ragimov, 1978
- Benthophilus ctenolepidus Kessler, 1877
- Benthophilus durrelli Boldyrev & Bogutskaya, 2004
- Benthophilus granulosus Kessler, 1877
- Benthophilus grimmi Kessler, 1877
- Benthophilus kessleri L. S. Berg, 1927
- Benthophilus leobergius L. S. Berg, 1949
- Benthophilus leptocephalus Kessler, 1877
- Benthophilus leptorhynchus Kessler, 1877 (Short-snout pugolovka)
- Benthophilus macrocephalus (Pallas, 1787)
- Benthophilus magistri Iljin, 1927 (Azov tadpole goby)
- Benthophilus mahmudbejovi Ragimov, 1976 (Small-spine tadpole-goby)
- Benthophilus nudus L. S. Berg, 1898
- Benthophilus pinchuki Ragimov, 1982
- Benthophilus ragimovi Boldyrev & Bogutskaya, 2004
- Benthophilus spinosus Kessler, 1877
- Benthophilus stellatus (Sauvage, 1874)
- Benthophilus svetovidovi Pinchuk & Ragimov, 1979